# Un medico di campagna (raccolta di racconti)
Un medico di campagna (titolo orig. Ein Landarzt. Kleine Erzählungen) è il titolo di una raccolta di 14 racconti scritti da Franz Kafka, pubblicata da Kurt Wolff nel 1919 con la dedica a suo padre. I brani in prosa furono composti fra il 1914 e il 1917: singolarmente erano già apparsi quasi tutti su riviste e almanacchi. Il racconto eponimo fu scritto da Kafka tra il 1916 e il 1917 nel suo stile folgorante e visionario. 
Si è appurato che cinque racconti furono scritti tra il novembre 1916 e l'aprile 1917, mentre per gli altri la datazione appare congetturale.